# Phora atra
Phora atra är en tvåvingeart som först beskrevs av Johann Wilhelm Meigen 1804.  Phora atra ingår i släktet Phora, och familjen puckelflugor. Arten är reproducerande i Sverige.